# Pavelló d'Esports de Blanes
Il Pavelló d'Esports de Blanes è il più importante palazzetto dello sport della città di Blanes in Spagna. Ha una capienza di 1.000 posti. 
Di proprietà del Comune di Blanes ospita le gare casalinghe del Blanes di hockey su pista.